# Заозерье (Павлово-Посадский городской округ)
Заозе́рье — село в Московской области России. Входит в Павлово-Посадский городской округ. Находится на берегу озера Данилище, в 60 км от Москвы и в 4 км от города Павловский посад. Основано в 1293 году как село Павлово или Вохна с её окрестностями, князем Московским Даниилом Александровичем из Рюриковичей — младшим сыном Александра Невского, родоначальником московской линии Рюриковичей: московских князей..

## География
Село Заозерье расположено в северной части городского округа, примерно в 4 км к северу от города Павловский Посад. Высота над уровнем моря 139 м. Деревня находится на берегу озера Данилище.
К деревне приписано 9 СНТ. Ближайшие населённые пункты — деревня Кузнецы и рабочий посёлок Большие Дворы.

## История
Первые документальные упоминания о селе Павлово или Вохне (ныне — Павловский Посад) и её окрестностям относятся к актам начала XIV столетия. Так Вохна упоминается в 1339 году во второй духовной грамоте великого князя Ивана Даниловича Калиты (1288—1340).
Строительство первой церкви на этом месте связано с именем святого благоверного князя Даниила Московского, навещавшего свою пограничную заставу. Однажды во время охоты он заблудился и стал молиться святому дня, обещая поставить храм в том месте, где выйдет к людям. Случилось это в день святителя Тихона Амафунтского в 1293 году. Князь вышел из леса на берег знакомого озера и позже построил здесь по обету храм во имя святителя. Озеро, на котором стоит храм, носит название Данилова.
С 1293 по 1780 года — село (ныне — Заозерье) входило в состав села Вохна, с 1780 года — самостоятельное село Заозерье.
В 1926 году село входило в состав Андроновского сельсовета Павлово-Посадской волости Богородского уезда Московской губернии.
С 1929 года — населённый пункт в составе Павлово-Посадского района Орехово-Зуевского округа Московской области, с 1930-го, в связи с упразднением округа, — в составе Павлово-Посадского района Московской области.
До муниципальной реформы 2006 года Заозерье входило в состав Кузнецовского сельского округа Павлово-Посадского района.
С 2004 до 2017 гг. деревня входила в Кузнецовское сельское поселение Павлово-Посадского муниципального района.
В поселке с июля 2020 года активно ведутся инженерно-строительные работы по улучшению инфраструктуры. Решаются вопросы по охране территории, а также по её освещению и уборке. Внутри поселка все время прокладываются дороги и пешеходные дорожки. Налажен вывоз бытового мусора.

## Религия
В селе с 1809 года действует каменная церковь Рождества Христова с трапезной и колокольней. В советское время церковь не закрывалась. Рядом с церковью расположены кладбища.

## Население
В 1926 году в селе проживало 228 человек (102 мужчины, 126 женщин), насчитывалось 46 хозяйств, из которых 38 было крестьянских. По переписи 2002 года — 87 человек (42 мужчины, 45 женщин).
| 1926 | 2002 | 2006 | 2010 |
| ---- | ---- | ---- | ---- |
| 228  | ↘87  | ↗94  | ↘77  |

По данным Всероссийской переписи населения (2020—2021) в селе проживает 28 человек, вместо 87 человек по переписи 2002 года. 
Население — 31 человек (2022).

## Галерея

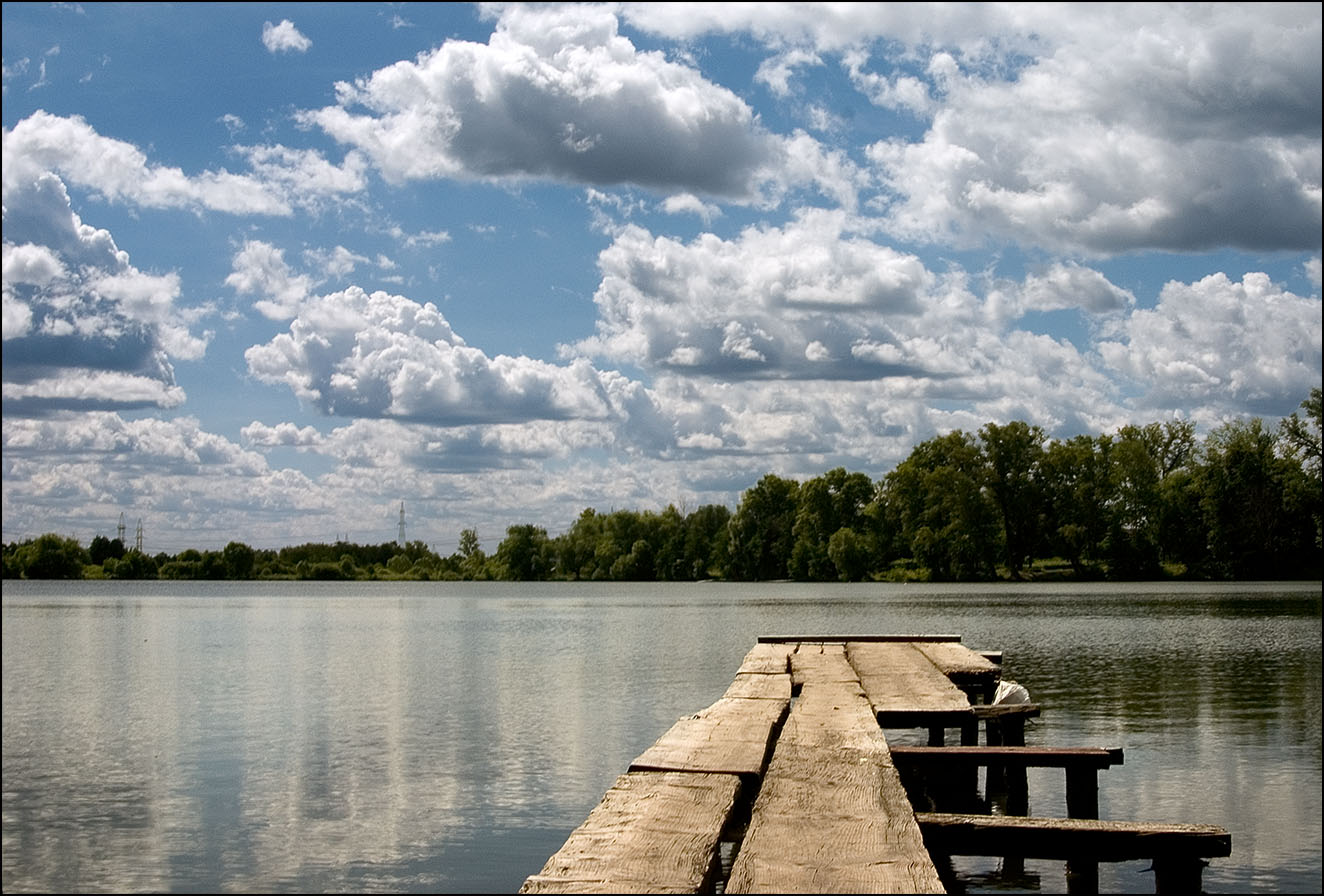
Озеро Данилище
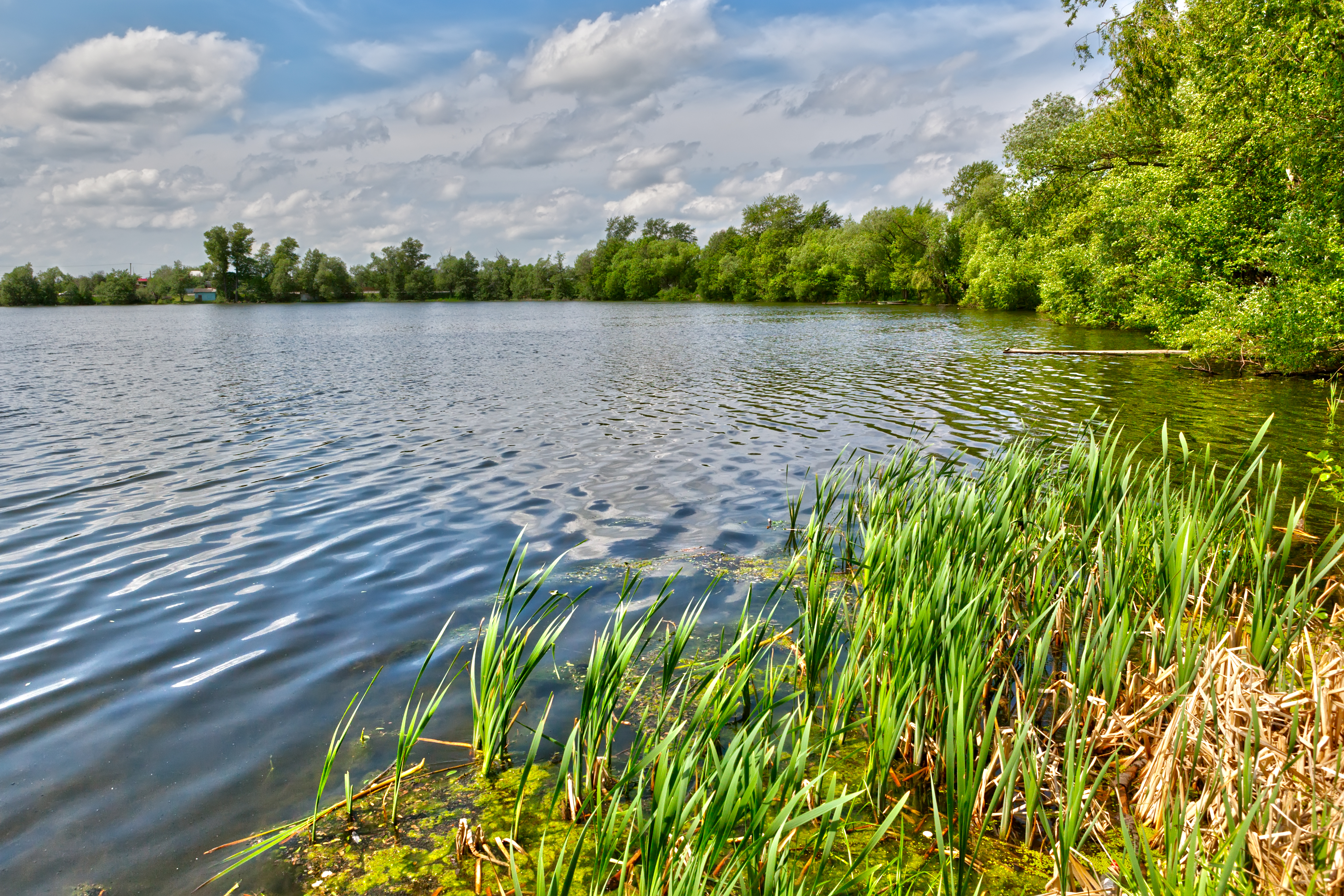
Озеро Данилище
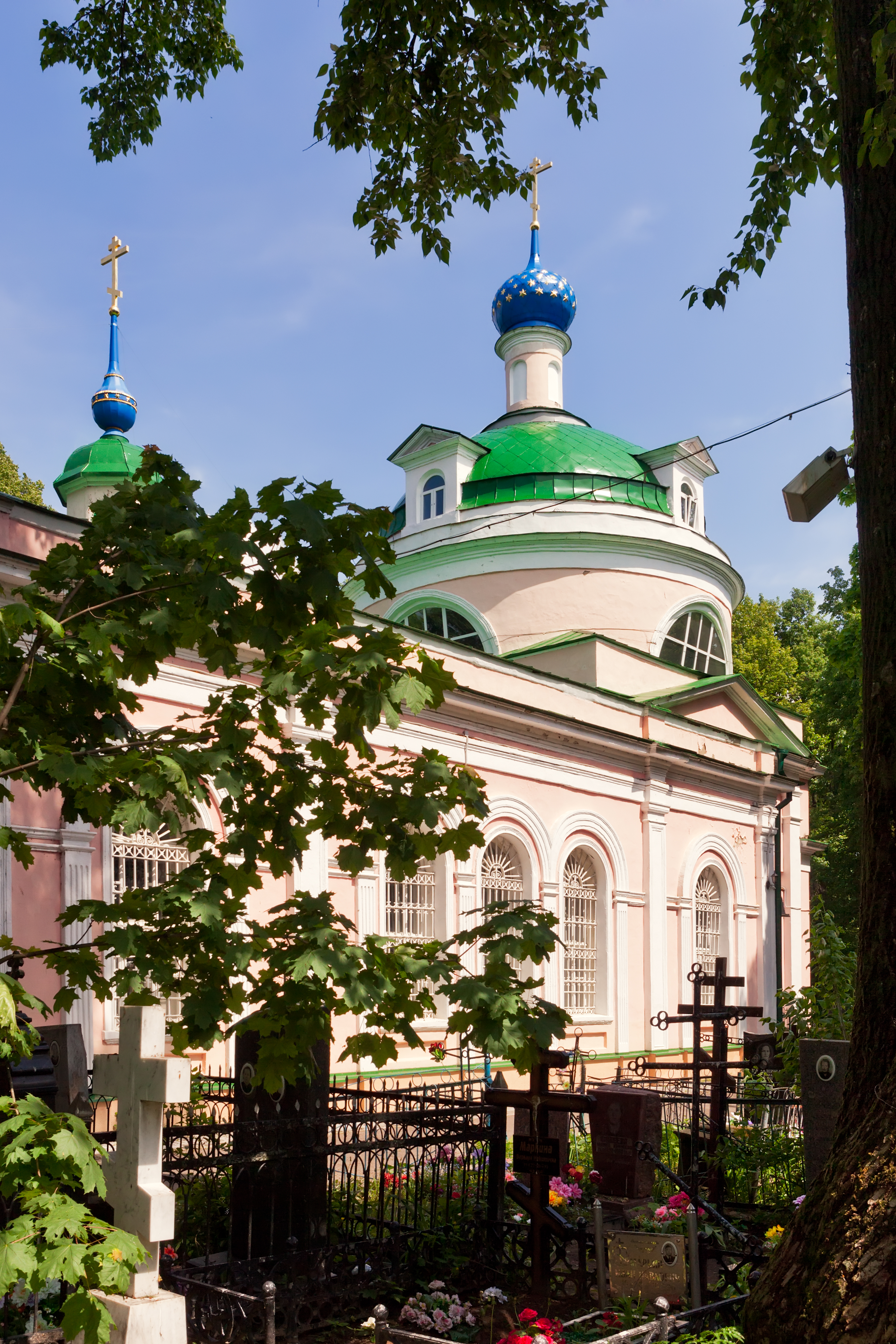
Церковь Рождества Христова
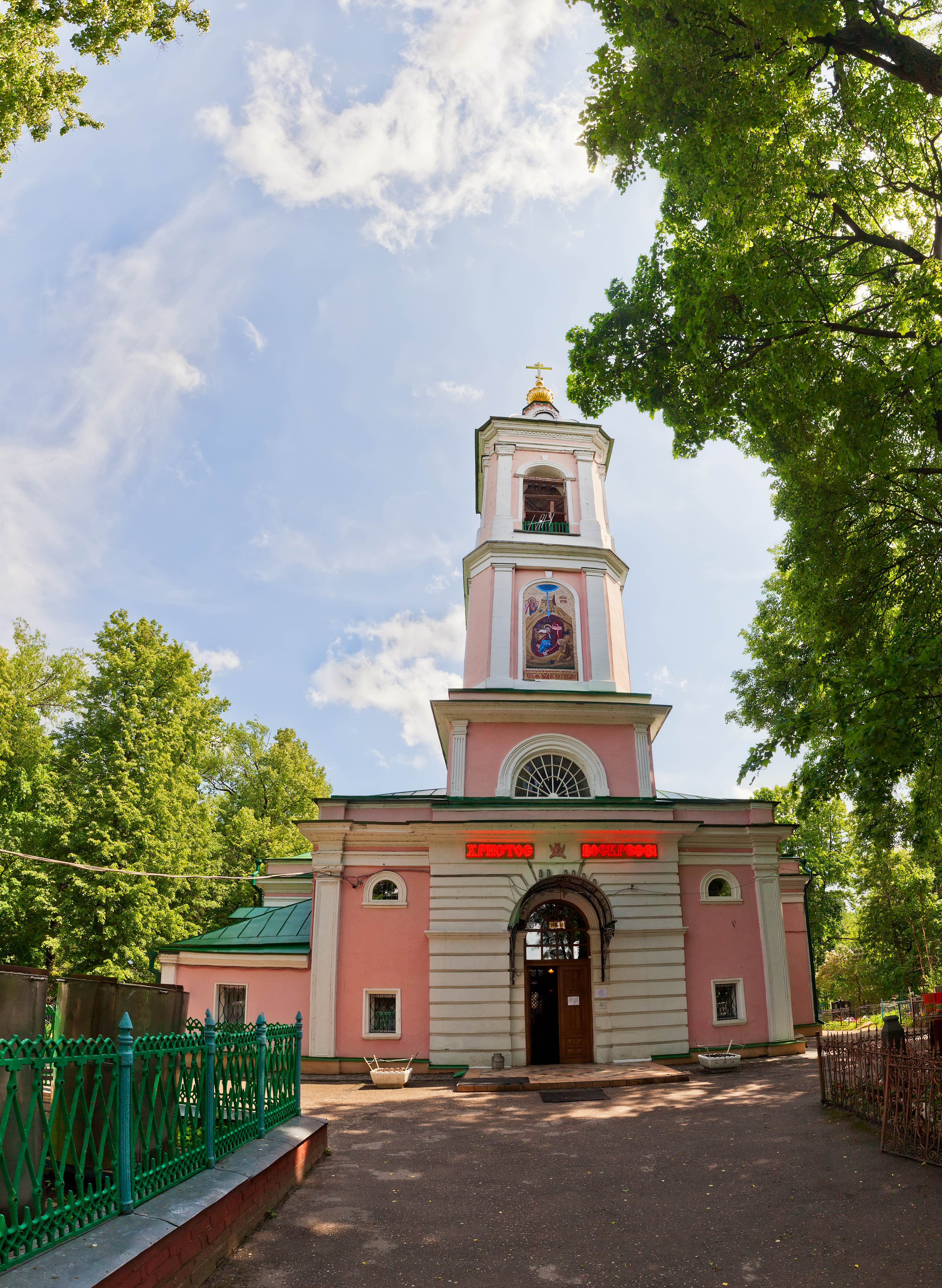
Церковь Рождества Христова, колокольня
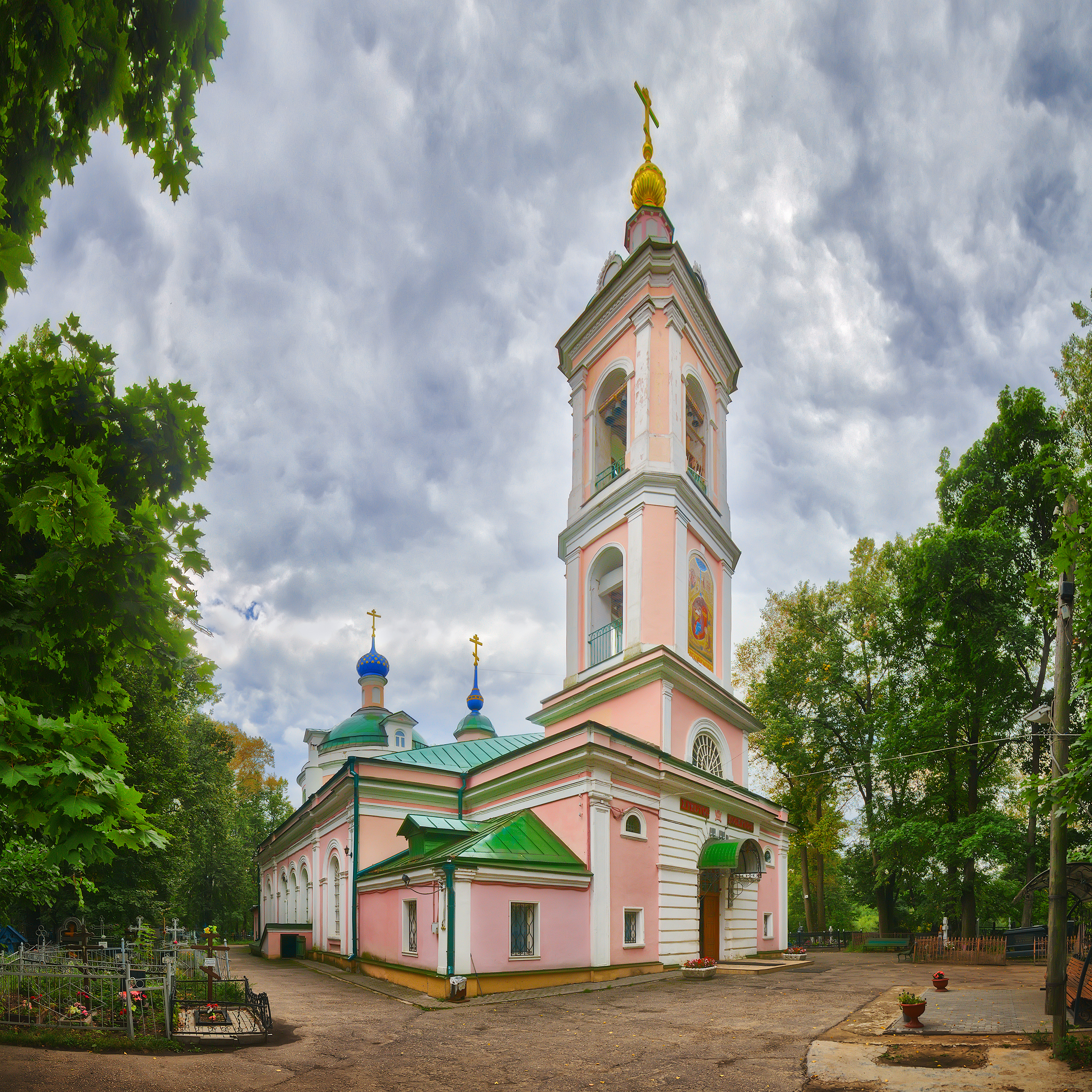
Христорождественская церковь